# Pithana
Pithana je bil kralj hatskega mesta Kuššara, ki je vladal v 17. stoletju pr. n. št. (kratka kronologija). Bil je predhodnik kasnejše Hetitske dinastije.
Med svojim vladanjem je osvojil mesto Kültepe, središče mreže asirskih trgovskih kolonij v Anatoliji in jedro hetitsko govorečih ozemelj. 
Nasledil ga je sin Anita, znan po tem, da je osvojil bodočo hetitsko prestojnico Hatušo, in tem, da je svoje dosežke zapisal v hetitskem jeziku.